# Dunalia obovata
Dunalia obovata là loài thực vật có hoa trong họ Cà. Loài này được (Ruiz & Pav.) Dammer mô tả khoa học đầu tiên năm 1913.